# Джонас, Джо
Джозеф Адам Джонас (англ. Joseph Adam «Joe» Jonas; род. 15 августа 1989, Каса-Гранде, Аризона, США) — американский певец, музыкант, актёр и танцор. Участник группы Jonas Brothers, которая была создана им и его братьями Ником и Кевином. Снимался в оригинальном сериале Jonas канала Disney. В октябре 2011 года выпустил свой сольный альбом Fastlife. С 2015 года является солистом группы DNCE.

## Ранняя жизнь
Родился в городе Каса-Гранде, Аризона, США. Его мать, Дениз (в девичестве Миллер), бывшая учительница языка жестов и певица, а отец, Пол Кевин Джонас старший, является автором песен и музыкантом. Джо итальянского (по линии прадеда), немецкого, английского, ирландского, шотландского, черокийского и франко-канадского происхождения. Имеет трёх братьев — Ника, Кевина и Фрэнки (самый младший).

## Актёрская карьера

### 2007—2008:Ханна МонтанаиCamp Rock
17 августа 2007 года состоялась премьера эпизода сериала «Ханна Монтана», в котором братья Джонас стали приглашёнными звёздами. Эпизод был показан наряду с премьерой нового фильма «Классный мюзикл: Каникулы» и сник-пиком «Финеса и Ферба». Серию посмотрели 10,7 миллионов человек, что стало абсолютным рекордом среди популярных сериалов.
Джо и его братья сыграли главные роли в оригинальном фильме «Camp Rock: Музыкальные каникулы» производства канала Disney. Джо играл Шейна Грея, лид-участника группы Connect Three, Ник играл Нейта, гитариста и барабанщика, а Кевин играл Джейсона, который тоже был гитаристом. Саундтреки к фильму были выпущены 17 июня 2008 года, а премьера самого фильма состоялась 20 июня 2008 года в США на канале Disney и в Канаде на канале Family. Джонас снова сыграл Шейна в сиквеле «Camp Rock 2: Отчётный концерт», премьера которого состоялась 3 сентября 2010 года. Саундтреки к фильму были выпущены 10 августа того же года.
16 мая 2008 года на канале Disney состоялась премьера реалити-шоу «Jonas Brothers: Живя мечтой». В первом сезоне, который транслировался до 5 сентября 2008 года, показывал жизнь группы во время тура Look Me In The Eyes Tour, названный так в честь хита братьев When You Look Me in the Eyes. Реалити было продлено на второй сезон, премьера которого состоялась 21 марта 2010 года. Второй сезон рассказывал о европейской части мирового тура, в который группа отправилась в 2009 году.

### 2009—2012:JONASи другие проекты
Джо с братьями Ником, Кевином и Фрэнки сыграли в их собственном сериале JONAS на том же канале Disney. Сюжет сериала построен на том, как популярная поп-группа Jonas Brothers пытается жить нормальной жизнью. Первый сезон был представлен 2 мая 2009 года. Съёмки второго сезона начались в феврале 2010 года.
После ухода Полы Абдул, Джонас был приглашённым судьёй в одной из серий American Idol во время прослушивания конкурсантов в Далласе. Среди судей конкурса также были Саймон Коуэлл, Рэнди Джексон и Кара Диогуарди. В феврале 2010 года вместе с Джейком Джилленхолом, Lil Jon и RZA Джо сыграл эпизодическую роль в музыкальном клипе группы Vampire Weekend на песню Giving Up the Gun.
В 2010 году сыграл эпизодическую роль в сериале «Красотки в Кливленде». Джо появился в августовском эпизоде в роли Уилла, сына героини Валери Бертинелли. В той серии Уилл приезжает в Кливленд, чтобы навестить свою мать Мелани. Серия была показана 11 августа 2010 года, а снята 17 июля того же года перед живой аудиторией. 25 января 2012 года он снова появился в эпизоде этого сериала.

### 2012—2013:Замуж за Джонаса
19 августа 2012 года на телеканале E! состоялась премьера реалити «Замуж за Джонаса», главными героями которого являлись самый старший из братьев Джонас и его жена. Ника и Джо тоже можно наблюдать на протяжении реалити. Режиссёром проекта стал Райан Сикрест. Реалити рассказывало о жизни молодой пары (Кевина Джонаса и его избранницы Даниэль), а также о записи пятого студийного альбома Jonas Brothers. Финальный эпизод второго сезона был показан 26 мая 2013 года. В 2012 году Джо принял участие в шоу «Выбор» на канале FOX.

## Музыкальная карьера

### Jonas Brothers
В начале 2005 года новый президент Columbia Records Стив Гринберг послушал запись Ника. Но ему понравился не альбом, а голос Ника. После прослушивания песни Please Be Mine, написанной и исполненной всеми братьями, Columbia приняла решение заключить контракт с братьями и создать группу. После подписания контракта, братья хотели назвать группу Sons of Jonas, но позже было принято решение назвать группу Jonas Brothers.
It’s About Time — первый альбом группы, вышедший 8 августа 2006 года. По словам менеджера, альбом был выпущен «ограниченным тиражом» в количестве 50 000 копий. Поскольку Sony Music не была заинтересована в дальнейшем продвижении группы, Jonas Brothers приняли решение сменить лейбл. В начале 2007 года контракт с Columbia был расторгнут.
В феврале 2007 года группа подписала контракт с Hollywood Records. 7 августа 2007 года состоялся релиз их второго альбома, названного в честь группы. Альбом занял пятое место в чарте Billboard 200.
12 августа 2008 года вышел третий альбом группы A Little Bit Longer, которому удалось занять первое место в Billboard 200.
16 июня 2009 года был представлен четвёртый альбом группы Lines, Vines and Trying Times, которому так же удалось стать номером один в Billboard 200. В первую неделю было продано 247 000 копий альбома.
2 мая 2012 года было объявлено, что Jonas Brothers покинули Hollywood Records, выкупив права на свою музыку.

### Сольная карьера
19 мая 2010 года было объявлено о намерении Джо выпустить сольный альбом. 16 мая 2011 года Джонас анонсировал, что первый сингл с альбома будет называться See No More и выйдет 3 июня. 4 августа 2011 года в Твиттере Джо анонсировал, что он будет выступать на разогреве в европейской части тура Бритни Спирс, начиная с 16 октября 2011 года. 9 сентября 2011 года на сайте Райана Сикреста был представлен второй сингл Just in Love. Клип на песню был снят в Париже. Презентация клипа состоялась на сайте E! Online 12 сентября 2011 года. В поддержку альбома Джо отправился в совместный тур с Джеем Шоном Joe Jonas & Jay Sean Tour, в котором певица Джоджо выступала на разогреве.
11 октября 2011 года состоялся релиз альбома Fastlife, который дебютировал с пятнадцатой строчки в Billboard 200. В первую неделю было продано 18 000 копий. По состоянию на 29 декабря 2011 года, было продано 25 000 копий альбома.
2 мая 2012 года было сообщено, что Джо покинул лейбл Hollywood Records, выкупив права на свои песни. В 2013 году Джонас стал соавтором песни Dreams, вошедшей в альбом Джона Ледженда Love in the Future.

### DNCE
В 2015 году Джонас собрал новый коллектив DNCE, в состав которого входят Джинджу Ли (гитара), Коул Уиттл (басист, клавишник) и бывший барабанщик Jonas Brothers Джек Лоулесс. 14 сентября 2015 года группа представила свой дебютный сингл Cake by the Ocean", а также Kissing Strangers.

## Личная жизнь
С 2007 года встречался с американской певицей Тейлор Свифт, но они расстались в 2008 году. В 2009 году встречался с певицей Деми Ловато. C июля 2010 по март 2011 года встречался с актрисой Эшли Грин. В ноябре 2012 года начал встречаться с Бландой Эггеншвайлер. Пара рассталась в августе 2014 года. С мая по ноябрь 2015 года встречался с американской моделью Джиджи Хадид.
С 2016 года встречался с английской актрисой Софи Тёрнер. 15 октября 2017 года пара объявила о помолвке. 1 мая 2019 года пара поженилась в Лас-Вегасе. 12 февраля 2020 года стало известно, что супруги ожидают появления своего первенца в июле. 22 июля 2020 года у пары родилась дочь, которой дали имя Уилла. В июле 2022 года родилась вторая дочь.  В 2023 году Софи сообщила, что скучает по родине, Англии, ее психическое здоровье страдает в США, и она хочет уговорить мужа, Джо, переехать в Англию. Позже на Рождество Джо с детьми отправился в тур, а она переехала в это время на родину для работы. Летом 2023 года они так и не смогли прийти к согласию в различных вопросах. В сентябре 2023 года Джо подал на развод из-за того, что они не сошлись характерами. В октябре он отозвал иск о разводе с тяжбами, они разведутся мирно.

## Фильмография
| Год       |    | Русское название                        | Оригинальное название                          | Роль               |
| --------- | -- | --------------------------------------- | ---------------------------------------------- | ------------------ |
| 2006      | с  | Рейчел Рэй                              | Rachael Ray                                    |                    |
| 2007      | с  | Ханна Монтана                           | Hannah Montana                                 | В роли самого себя |
| 2008      | ф  | Рок в летнем лагере                     | Camp Rock                                      | Шейн Грей          |
| 2009      | ф  | Jonas Brothers: 3D концерт              | Jonas Brothers: The 3D Concert Experience      | В роли самого себя |
| 2009      | ф  | Группа в автобусе                       | Band in a Bus                                  | В роли самого себя |
| 2009      | ф  | Ночь в музее 2                          | Night at the Museum: Battle of the Smithsonian | Один из купидонов  |
| 2009—2010 | с  | Братья Джонас                           | JONAS L.A.                                     | Джо                |
| 2010      | ф  | Рок в летнем лагере 2: Отчётный концерт | Camp Rock 2: The Final Jam                     | Шейн Грей          |
| 2010—2011 | с  | Красотки в Кливленде                    | Hot in Cleveland                               | Уилл Моретти       |
| 2010      | с  | 90210                                   | 90210                                          | В роли самого себя |
| 2018      | мф | Монстры на каникулах 3: Море зовёт      | Hotel Transylvania 3                           | Кракен             |
| 2022      | ф  | Двойная петля                           | Devotion                                       | Марти Гуд          |

## Дискография
Сольные альбомы
- Fastlife (2011)[54]
- Music for People Who Believe in Love (2025)

Jonas Brothers
- It’s About Time (2006)
- Jonas Brothers (2007)
- A Little Bit Longer (2008)
- Lines, Vines and Trying Times (2009)
- Happiness Begins (2019)
- The Album (2023)
- Greetings from Your Hometown (2025)

DNCE
- DNCE (2016)

### Индивидуальные синглы
| Название                                                                           | Год  | Позиции в чартах | Позиции в чартах | Позиции в чартах | Позиции в чартах | Позиции в чартах | Позиции в чартах | Позиции в чартах | Позиции в чартах | Позиции в чартах | Позиции в чартах | Сертификации                                            | Альбом                               |
| Название                                                                           | Год  | США              | США Pop          | Австралия        | Австрия          | Бельгия          | Канада           | Норвегия         | Шотландия        | Швейцария        | Великобритания   | Сертификации                                            | Альбом                               |
| ---------------------------------------------------------------------------------- | ---- | ---------------- | ---------------- | ---------------- | ---------------- | ---------------- | ---------------- | ---------------- | ---------------- | ---------------- | ---------------- | ------------------------------------------------------- | ------------------------------------ |
| «This Is Me» (с Деми Ловато)                                                       | 2008 | 9                | —                | 46               | 18               | —                | 16               | 12               | 68               | 39               | 33               | - RIAA: Платиновый - ARIA: Платиновый - BPI: Серебряный | Camp Rock                            |
| «Gotta Find You»                                                                   | 2008 | 30               | 41               | 82               | 31               | —                | 26               | —                | —                | 58               | 87               | - RIAA: Золотой                                         | Camp Rock                            |
| «Wouldn’t Change a Thing» (с Деми Ловато)                                          | 2010 | —[C]             | —                | —                | —                | —                | 90               | —                | 57               | —                | 71               | - RIAA: Золотой                                         | Camp Rock 2: The Final Jam           |
| «See No More»                                                                      | 2011 | 92               | 37               | —                | —                | 64               | —                | —                | 46               | —                | 53               |                                                         | Fastlife                             |
| «Just in Love» (соло или при участии Lil Wayne)                                    | 2011 | —                | —                | —                | —                | 56               | —                | —                | 91               | —                | 85               |                                                         | Fastlife                             |
| «It’s Party Time» (из саундтрека к мультфильму Монстры на каникулах 3: Море зовёт) | 2018 | —                | —                | —                | —                | —                | —                | —                | —                | —                | —                |                                                         | Неальбомные синглы                   |
| «Go It Alone» (из саундтрека к мультфильму Лига монстров)                          | 2021 | —                | —                | —                | —                | —                | —                | —                | —                | —                | —                |                                                         | Неальбомные синглы                   |
| «Not Alone» (из саундтрека к фильму Двойная петля, при участии Khalid)             | 2022 | —                | —                | —                | —                | —                | —                | —                | —                | —                | —                |                                                         | Неальбомные синглы                   |
| «Work It Out»                                                                      | 2024 | —                | —                | —                | —                | —                | —                | —                | —                | —                | —                |                                                         | Music for People Who Believe in Love |
| «Thick of It All» (c Аланом Уокером и Джулией Майклз)                              | 2024 | —                | —                | —                | —                | —                | —                | —                | —                | —                | —                |                                                         | Walkerworld 2.0                      |
| «What This Could Be»                                                               | 2024 | —                | —                | —                | —                | —                | —                | —                | —                | —                | —                |                                                         | Music for People Who Believe in Love |
| «¿Cómo Pasó?» (с Элой Тоберт)                                                      | 2024 | —                | —                | —                | —                | —                | —                | —                | —                | —                | —                |                                                         | Preguntas a Las 11:11                |
| «Burning Down» (с Алексом Уорреном)                                                | 2024 | 69               | —                | 47               | —                | —                | —                | —                | —                | —                | 23               |                                                         | Неальбомные синглы                   |
| «All I Forgot» (с Эшли Кук)                                                        | 2025 | —                | —                | —                | —                | —                | —                | —                | —                | —                | —                |                                                         | Неальбомные синглы                   |
| «Heart by Heart»                                                                   | 2025 | —                | —                | —                | —                | —                | —                | —                | —                | —                | —                |                                                         | Music for People Who Believe in Love |
| «—» Обозначает, что сингл не попал в чарт или не был выпущен в данной стране       |      |                  |                  |                  |                  |                  |                  |                  |                  |                  |                  |                                                         |                                      |